# Ungerns Grand Prix 2011
Ungerns Grand Prix 2011, officiellt Formula 1 Eni Magyar Nagydíj 2011, var en Formel 1-tävling som hölls den 31 juli 2011 på Hungaroring i Budapest, Ungern. Det var den tolfte tävlingen av Formel 1-säsongen 2011 och kördes över 70 varv. Vinnare av loppet blev Jenson Button för McLaren, tvåa blev Sebastian Vettel för Red Bull och trea blev Fernando Alonso för Ferrari.

## Kvalet
| KR. | Nr | Förare             | Konstruktör          | Q1       | Q2        | Q3        | Grid |
| --- | -- | ------------------ | -------------------- | -------- | --------- | --------- | ---- |
| 1   | 1  | Sebastian Vettel   | Red Bull-Renault     | 1.21,740 | 1.21,095  | 1.19,815  | 1    |
| 2   | 3  | Lewis Hamilton     | McLaren-Mercedes     | 1.21,636 | 1.21,105  | 1.19,978  | 2    |
| 3   | 4  | Jenson Button      | McLaren-Mercedes     | 1.22,038 | 1.20,578  | 1.20,024  | 3    |
| 4   | 6  | Felipe Massa       | Ferrari              | 1.22,130 | 1.21,099  | 1.20,350  | 4    |
| 5   | 5  | Fernando Alonso    | Ferrari              | 1.21,578 | 1.20,262  | 1.20,365  | 5    |
| 6   | 2  | Mark Webber        | Red Bull-Renault     | 1.22,208 | 1.20,890  | 1.20,474  | 6    |
| 7   | 8  | Nico Rosberg       | Mercedes             | 1.22,996 | 1.21,243  | 1.21,098  | 7    |
| 8   | 14 | Adrian Sutil       | Force India-Mercedes | 1.22,237 | 1.22,000  | 1.21,445  | 8    |
| 9   | 7  | Michael Schumacher | Mercedes             | 1.22,876 | 1.21,852  | 1.21,907  | 9    |
| 10  | 17 | Sergio Pérez       | Sauber-Ferrari       | 1.23,067 | 1.22,157  | Ingen tid | 10   |
| 11  | 15 | Paul di Resta      | Force India-Mercedes | 1.22,976 | 1.22,256  |           | 11   |
| 12  | 10 | Vitalij Petrov     | Renault              | 1.23,070 | 1.22,284  |           | 12   |
| 13  | 16 | Kamui Kobayashi    | Sauber-Ferrari       | 1.23,278 | 1.22,435  |           | 13   |
| 14  | 9  | Nick Heidfeld      | Renault              | 1.23,024 | 1.22,470  |           | 14   |
| 15  | 11 | Rubens Barrichello | Williams-Cosworth    | 1.23,075 | 1.22,684  |           | 15   |
| 16  | 19 | Jaime Alguersuari  | Toro Rosso-Ferrari   | 1.23,285 | 1.22,979  |           | 16   |
| 17  | 12 | Pastor Maldonado   | Williams-Cosworth    | 1.23,847 | Ingen tid |           | 17   |
| 18  | 18 | Sébastien Buemi    | Toro Rosso-Ferrari   | 1.24,070 |           |           | 231  |
| 19  | 20 | Heikki Kovalainen  | Lotus-Renault        | 1.24,362 |           |           | 18   |
| 20  | 21 | Jarno Trulli       | Lotus-Renault        | 1.24,534 |           |           | 19   |
| 21  | 24 | Timo Glock         | Virgin-Cosworth      | 1.26,294 |           |           | 20   |
| 22  | 23 | Vitantonio Liuzzi  | HRT-Cosworth         | 1.26,323 |           |           | 21   |
| 23  | 22 | Daniel Ricciardo   | HRT-Cosworth         | 1.26,479 |           |           | 22   |
| 24  | 25 | Jérôme d'Ambrosio  | Virgin-Cosworth      | 1.26,510 |           |           | 24   |

| Vidare från första kvalrundan ▬▬ Vidare från andra kvalrundan ▬▬ |

Noteringar:
- ^1  – Sébastien Buemi fick fem platsers nedflyttning för att ha orsakat en kollision med Nick Heidfeld i den föregående tävlingen.

## Loppet
| Pos. | Nr | Förare             | Konstruktör          | Varv | Tid           | Grid | P  |
| ---- | -- | ------------------ | -------------------- | ---- | ------------- | ---- | -- |
| 1    | 4  | Jenson Button      | McLaren-Mercedes     | 70   | 1:46.42,337   | 3    | 25 |
| 2    | 1  | Sebastian Vettel   | Red Bull-Renault     | 70   | +3,588        | 1    | 18 |
| 3    | 5  | Fernando Alonso    | Ferrari              | 70   | +19,819       | 5    | 15 |
| 4    | 3  | Lewis Hamilton     | McLaren-Mercedes     | 70   | +48,338       | 2    | 12 |
| 5    | 2  | Mark Webber        | Red Bull-Renault     | 70   | +49,742       | 6    | 10 |
| 6    | 6  | Felipe Massa       | Ferrari              | 70   | +1.23,176     | 4    | 8  |
| 7    | 15 | Paul di Resta      | Force India-Mercedes | 69   | +1 varv       | 11   | 6  |
| 8    | 18 | Sébastien Buemi    | Toro Rosso-Ferrari   | 69   | +1 varv       | 23   | 4  |
| 9    | 8  | Nico Rosberg       | Mercedes             | 69   | +1 varv       | 7    | 2  |
| 10   | 19 | Jaime Alguersuari  | Toro Rosso-Ferrari   | 69   | +1 varv       | 16   | 1  |
| 11   | 16 | Kamui Kobayashi    | Sauber-Ferrari       | 69   | +1 varv       | 13   |    |
| 12   | 10 | Vitalij Petrov     | Renault              | 69   | +1 varv       | 12   |    |
| 13   | 11 | Rubens Barrichello | Williams-Cosworth    | 68   | +2 varv       | 15   |    |
| 14   | 14 | Adrian Sutil       | Force India-Mercedes | 68   | +2 varv       | 8    |    |
| 15   | 17 | Sergio Pérez       | Sauber-Ferrari       | 68   | +2 varv       | 10   |    |
| 16   | 12 | Pastor Maldonado   | Williams-Cosworth    | 68   | +2 varv       | 17   |    |
| 17   | 24 | Timo Glock         | Virgin-Cosworth      | 66   | +4 varv       | 20   |    |
| 18   | 22 | Daniel Ricciardo   | HRT-Cosworth         | 66   | +4 varv       | 22   |    |
| 19   | 25 | Jérôme d'Ambrosio  | Virgin-Cosworth      | 65   | +5 varv       | 24   |    |
| 20   | 23 | Vitantonio Liuzzi  | HRT-Cosworth         | 65   | +5 varv       | 21   |    |
| Ret  | 20 | Heikki Kovalainen  | Lotus-Renault        | 55   | Vattenläckage | 18   |    |
| Ret  | 7  | Michael Schumacher | Mercedes             | 26   | Växellåda     | 9    |    |
| Ret  | 9  | Nick Heidfeld      | Renault              | 23   | Explosion     | 14   |    |
| Ret  | 21 | Jarno Trulli       | Lotus-Renault        | 17   | Vattenläckage | 19   |    |

| Förare och stall som tog poäng ▬▬ |

## Ställning efter loppet
|   | Pos. | Förare           | Poäng |
| - | ---- | ---------------- | ----- |
| ▬ | 1    | Sebastian Vettel | 234   |
| ▬ | 2    | Mark Webber      | 149   |
| ▬ | 3    | Lewis Hamilton   | 146   |
| ▬ | 4    | Fernando Alonso  | 145   |
| ▬ | 5    | Jenson Button    | 134   |

|   | Pos. | Konstruktör      | Poäng |
| - | ---- | ---------------- | ----- |
| ▬ | 1    | Red Bull-Renault | 383   |
| ▬ | 2    | McLaren-Mercedes | 280   |
| ▬ | 3    | Ferrari          | 215   |
| ▬ | 4    | Mercedes         | 80    |
| ▬ | 5    | Renault          | 66    |

- Notering: Endast de fem bästa placeringarna i vardera mästerskap finns med på listorna.